# Donna Leon
Donna Leon (Montclair, 29 de setembro de 1942) é uma escritora norte-americana. Criadora da série do policial Guido Brunetti.

## Biografia
Nascida em Nova Jersey (1942), professora e escritora, em sua juventude, viajou para a Itália, onde estudou nas cidades de Perugia e Siena. Depois de trabalhar como guia turístico em Roma, fixou-se em Londres e trabalhou como escritora, depois teve vários empregos como professora em escolas na Europa e Ásia.
Os seus livros, traduzidos em vinte e três línguas são um fenômeno comercial e de crítica na Europa e nos Estados Unidos. Desde 1981 vive em Veneza. Apesar do sucesso do personagem Guido Brunetti em toda a Europa, em Veneza é quase desconhecido. Ela não permitiu que suas obras fossem traduzidas para o italiano.

## Adaptação televisiva
De 2000 até 2019 os livros da autora foram adaptados pela TV alemã ARD, com 26 episódios. Para a página Wikipedia da série em inglês: en:Donna Leon (TV series).

## Obras

### Série do Guido Brunetti
1. Death at La Fenice (1992). No Brasil: Morte No Teatro La Fenice (Companhia das Letras, 2000) / Em Portugal: Morte no La Fenice (Presença, 1998) e Morte no Teatro La Fenice (Planeta, 2009)
2. Death in a Strange Country (1993). No Brasil: Morte Em Terra Estrangeira (Companhia das Letras, 2004) / Em Portugal: Morte Numa Terra Estranha (Presença, 1999) e Morte num País Estranho (Planeta, 2010)
3. The Anonymous Venetian  (1994). No Brasil: Vestido Para Morrer (Companhia das Letras, 2006) / Em Portugal: Vestido Para a Morte (Planeta, 2014)
4. A Venetian Reckoning  (1995). No Brasil: Morte e Julgamento (Companhia das Letras, 2008)
5. Acqua Alta (1996). No Brasil: Acqua Alta (Companhia das Letras, 2009)
6. The Death of Faith (1997). No Brasil: Enquanto Eles Dormiam (Companhia das Letras, 2010) / Em Portugal: No Silêncio da Noite (Editorial Presença, 2003)
7. A Noble Radiance (1997). No Brasil: O Fardo da Nobreza (Companhia das Letras, 2012)
8. Fatal Remedies (1999). No Brasil: Remédios Mortais (Companhia das Letras, 2012) / Em Portugal: Na Senda do Crime (Editorial Presença, 2005)
9. Friends in High Places (2000). Em Portugal: Amigos Influentes (Editorial Presença, 2006)
10. A Sea of Troubles (2001)
11. Wilful Behaviour (2002). Em Portugal: O Estranho Caso Ford (Planeta, 2009)
12. Uniform Justice (2003). Em Portugal: O Assassínio na Academia (Planeta, 2009)
13. Doctored Evidence (2004). Em Portugal: Provas Manipuladas (Planeta, 2010)
14. Blood from a Stone (2005). Em Portugal: Pedras Ensanguentadas (Planeta, 2010)
15. Through a Glass Darkly (2006). Em Portugal: Veneno de Cristal (Planeta, 2011)
16. Suffer the Little Children (2007). Em Portugal: Quem Sofre São as Crianças (Planeta, 2012)
17. The Girl of His Dreams (2008). Em Portugal: A Rapariga dos Seus Sonhos (Planeta, 2013)
18. About Face (2009). Em Portugal: Quem Vê Caras (Relógio D'Água, 2017)
19. A Question of Belief (2010)
20. Drawing Conclusions (2011)
21. Beastly Things (2012)
22. The Golden Egg (2013)
23. By Its Cover  (2014)
24. Falling in Love  (2015). Em Portugal: Cair de Amores (Relógio D'Água, 2017)
25. The Waters of Eternal Youth (2016). Em Portugal: As Águas da Eterna Juventude (Relógio D'Água, 2017)
26. Earthly Remains (2017). Em Portugal: Restos Mortais (Relógio D'Água, 2017)
27. The Temptation of Forgiveness (2018)
28. Unto Us a Son Is Given (2019)
29. Trace Elements (2020)
30. Transient Desires (2021)
31. Give Unto Others (2022)

### Outros Romances
The Jewels of Paradise  (2012)